# Карельский берег
Каре́льский бе́рег — историческое название западного побережья Белого моря.
Простирается от Кандалакшского залива до реки Кемь. Составляет северный участок Прибеломорской низменности.
Название закрепилось с XV века, когда Марфа Борецкая и Соловецкий монастырь скупили земли и рыбные ловли, на которых располагались сёла и деревни с карельским населением.
Имеет несколько глубоко врезающихся заливов-губ (Княжая, Ковда, Чупа и другие), вдоль берега — ряд островов (наиболее крупные — Великий, Олений, Кереть, Пежостров, Никитин). Северная часть более возвышенная и изрезанная чем южная. На берегу хвойная растительность. Много болот.
На побережье расположен заповедник «Кандалакшский».
Важнейший порт — Кемь. Другие населённые пункты на берегу — Чупа, Кузема, Федосеевка, Белое Море, Зеленоборский, Лесозаводский, Ковда, Чкаловский, Гридино, Калгалакша и др.
На Карельском берегу в Белое море впадают реки: Лупче-Савино, Вирма, Канда, Небло, Ковда, Кузема, Калга и ряд других.
Участки моря, прилегающие к берегу, являются местом рыбного промысла.